# 福知山音頭

福知山音頭

福知山音頭（ふくちやまおんど）は、京都府福知山市の伝統的な盆踊りである。福知山市指定無形民俗文化財。

## 歴史
天正年間（16世紀後半）、織田信長の命令により明智光秀が丹波地方を平定した後、福知山城を大きく改修築した。この際に領下の者が、石材・木材を城に運ぶのにドッコイセ、ドッコイセ、と手振り足振り面白く歌いだしたのが始まりとされる。
その後、消長はあったと考えられるが、現在の踊りの型に統一されたのは幕末の慶応の頃とされる。

## 特徴
潮来地方の情趣を多分に採り入れた独特の優雅さをもち、踊りは地方民踊らしい素朴な味がある。「ドッコイセドッコイセ」の掛け声が合いの手になっており、時代とともに多くの歌詞が作られてきた。
その中でも明智光秀をうたったものが特に多い。踊りには16もの手数がある。

## 普及活動
地元では、踊り教室、三味線教室、尺八教室、太鼓教室などが行われている。福知山ドッコイセ祭りや福知山駐屯地夏祭りでも披露される。
ふるさと祭り東京2020（2020年1月）では、青森ねぶた祭や秋田竿燈まつりなどとともに福知山音頭が紹介された。
2019年には新たな歌詞を公募した（公募期間は4月20日 - 6月20日）。福知山市だけでなく全国から308首が集まる。音頭に乗りやすいか、誰が聞いても明智光秀公の歌詞と分かるか、オリジナリティーがあるかを基準に審査し新たな歌詞を決めた。

## 記念物
福知山駅北口には福知山城、福知山音頭、桜が描かれた時計台が、広小路通りには福知山音頭の踊り子の像が設置されている。御霊公園の入り口にも踊り子像があり、広小路通りのマップとともに置かれている。